# Organizzazione di beneficenza

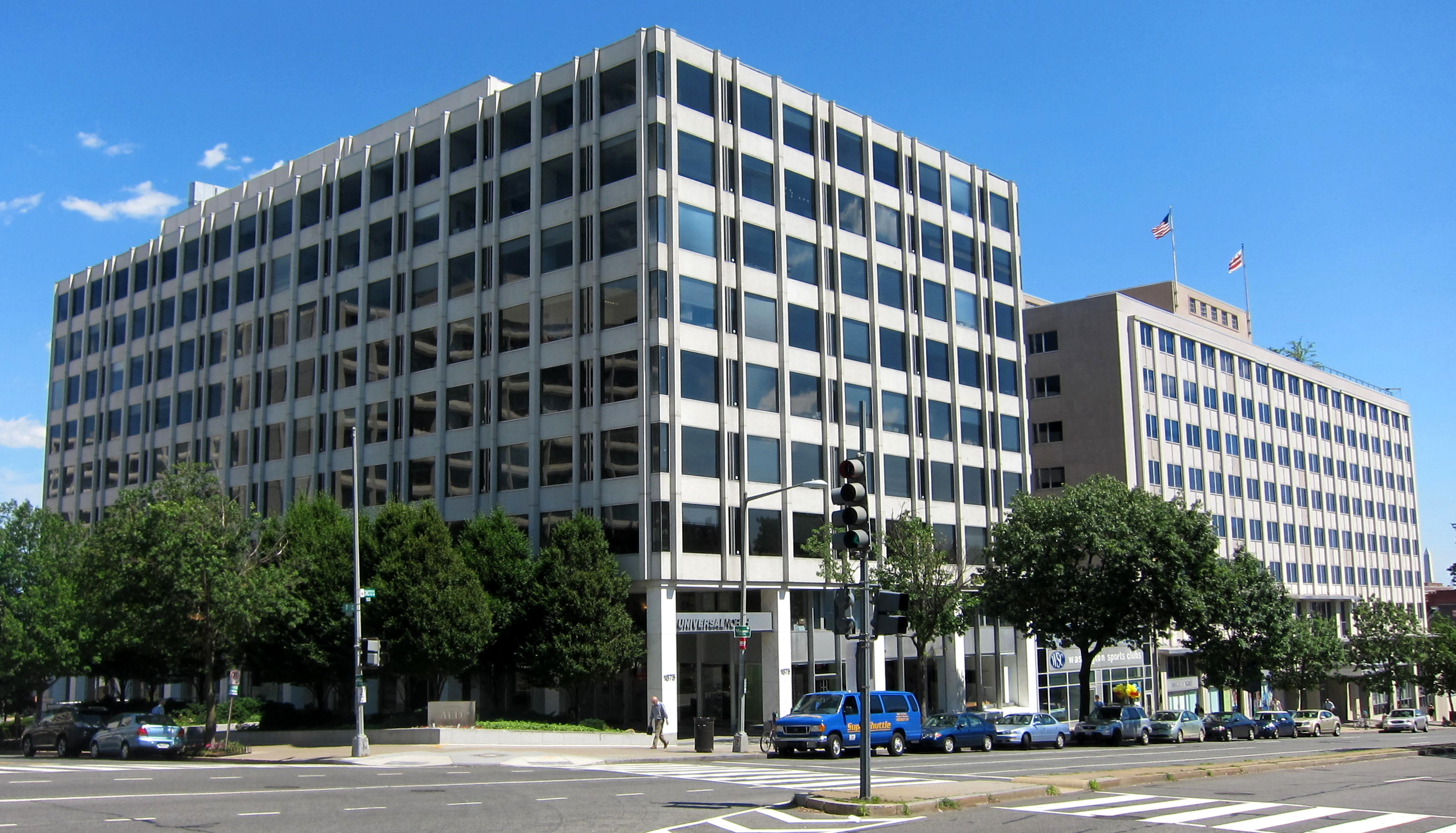
Gli uffici della American Cancer Society a Washington, D.C.

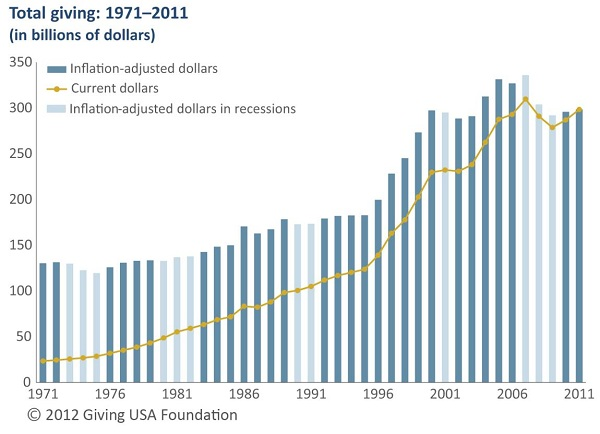
Totale donazioni negli USA- 1971-2011

Un'organizzazione di beneficenza è un tipo di organizzazione non a scopo di lucro. Si differenzia dagli altri tipi di organizzazione non profit in quanto si concentra sul raggiungimento di obiettivi filantropici (legati cioè alla carità, all'istruzione, alla religione o ad altre attività di pubblico interesse o bene comune).
La definizione giuridica di organizzazione di beneficenza varia a seconda del Paese e, in alcuni casi, a seconda della regione del Paese in cui l'organizzazione opera. Il regolamento, il trattamento fiscale e il modo in cui la legge influenza le organizzazioni di beneficenza variano anch'essi.

## Definizione
Una charity in Inghilterra e Galles è un particolare tipo di organizzazione di volontariato. Una organizzazione di volontariato è un organismo istituito per fini caritativi, sociali, filantropici o altri, che è tenuto a utilizzare qualsiasi profitto o l'attivo solo per scopi dell'organizzazione, e non è una parte di qualsiasi dipartimento governativo, autorità locali o di altro organo statutario. Tutte le charities sono organizzazioni volontarie, ma non tutte le organizzazioni di volontariato in Inghilterra e nel Galles sono enti di beneficenza.
Per essere classificata come organizzazione di beneficenza o di carità, una organizzazione di volontariato deve avere obiettivi generali e le finalità caritatevoli. Tutte le finalità dell'organizzazione devono essere caritatevoli, come la carità non può avere alcuni scopi caritatevoli e che sono alcuni che non sono.
La sezione 1 del Charities Act 2011 fornisce la definizione in Inghilterra e Galles:
(1) Ai fini della legge dell'Inghilterra e del Galles, "ente di beneficenza" significa un'istituzione che:
(a) è istituita solo a fini caritatevoli, e
(b) cade sotto il controllo della High Court nell'esercizio della propria giurisdizione in materia di beneficenza.
Il Charities Act del 2011 fornisce il seguente elenco di scopi di beneficenza:
1. La prevenzione o la riduzione della povertà;
2. La promozione dell'istruzione;
3. Il progresso della religione;
4. La promozione della salute o la salvezza di vite;
5. La promozione dello sviluppo della cittadinanza o della comunità;
6. Il progresso delle arti, cultura, il patrimonio o la scienza;
7. La promozione dello sport dilettantistico;
8. La promozione dei diritti umani, risoluzione di conflitti o riconciliazione o la promozione dell'armonia religiosa o razziale o di parità e della diversità;
9. La promozione della tutela dell'ambiente o al miglioramento;
10. Il sollievo di chi è nel bisogno, a causa della giovinezza, età, malattia, disabilità, disagio o di svantaggio finanziari di altri;
11. La promozione del benessere degli animali;
12. La promozione dell'efficienza delle forze armate della Corona o dei servizi di polizia, antincendio e di soccorso o di servizi di ambulanza;
13. Altri scopi attualmente riconosciuti come aventi carattere sociale e scopi di beneficenza nuovi che sono simili ad un altro scopo di beneficenza.

Una charity deve anche fornire un bene pubblico.

## Requisiti legali
Legalmente, tutti enti di beneficenza devono inoltre essere conformi:
- Atti Beneficenza 1992 (Parte III), 1993, 2006: amministratori di organizzazioni di piccole dimensioni Act 2006 (Ufficio del Terzo Settore)
- Atti fondazione 1925, 2000: le preoccupazioni più recente legge i poteri del trustee in materia di investimenti e delega.
- Carità regolamento della Commissione: esige il rispetto (a seconda del reddito annuo) sulla presentazione di rendimenti annuali, relazioni e dei conti
- Conto alla prassi raccomandata (Sorp) 2005: pubblicato dalla Commissione Carità, per quanto riguarda rapporti annuali
- Leggi in materia di trading, attività politiche e di raccolta fondi
- Regolamento che comprende le persone che sono radiato dalla qualità di trustee ai sensi della Legge Beneficenza 1993 o il tuo memorandum e gli articoli.

Prima della legge Charities 2006 la definizione di charity sorse da un elenco di finalità di lucro nei Charitable Usa Act 1601 (noto anche come lo statuto di Elizabeth), che era stato interpretato e ampliato in un notevole corpus di giurisprudenza. In commissari ad uso speciale di v Pemsel Income Tax (1891), Lord McNaughten individuato quattro categorie di carità, che può essere estratto dal Charitable Usi legge e che sono stati la definizione accettata della carità prima della Charities Act del 2006.
- La riduzione della povertà
- La promozione dell'istruzione
- Il progresso della religione
- Altri scopi considerati un beneficio per la comunità.

## Struttura di organizzazione di beneficenza
Nel 2008 ci sono una serie di tipi di strutture giuridiche di un ente di beneficenza in Inghilterra e Galles.
- Associazione senza personalità giuridica
- Trust
- Società a responsabilità limitata
- Un atto di costituzione, come da Royal Charter

- L'associazione senza personalità giuridica è la forma più comune di organizzazione nel settore del volontariato in Inghilterra e Galles. Un'associazione senza personalità giuridica è essenzialmente un accordo contrattuale tra gli individui che hanno accettato di unirsi per formare un'organizzazione per uno scopo particolare. Associazione senza personalità giuridica, di norma ha il documento di governo, una costituzione o un insieme di regole, che si occuperà di questioni come la nomina di portatori di carica, e le regole per l'adesione. L'organizzazione non è comunque un'entità giuridica separata. Così non è possibile avviare un'azione legale, non si può prendere in prestito denaro, e non può stipulare contratti a nome proprio. Anche i funzionari possono essere personalmente responsabile se la carità è citato in giudizio o abbia debiti.

- La fiducia è essenzialmente una relazione fra tre partiti, il donatore di alcune attività, fiduciari, che detengono le attività ei beneficiari (coloro che sono ammessi a beneficiare della carità). Quando la fiducia ha scopi di beneficenza, ed è un ente di beneficenza, il trust è conosciuto come un trust di beneficenza. Il documento disciplina è il Trust Deed o dichiarazione di fiducia, che entra in funzione una volta che è firmato da tutti gli amministratori. Lo svantaggio principale di un trust è che, come associazione senza personalità giuridica, non hanno un'entità giuridica separata e gli amministratori devono avere una proprietà sua e di stipulare contratti. I fiduciari sono responsabili anche se la carità è citato in giudizio o intervenga con responsabilità.

- Una società a responsabilità limitata è una società a responsabilità limitata in cui si limita la responsabilità dei membri. Una società di garanzia non hanno un capitale sociale, ma invece ha membri che sono garanti invece di azionisti. In caso di società in liquidazione i soci accettano di pagare una somma nominale che può essere anche di soli £ 1. Una società a responsabilità limitata è una struttura utile per un ente di beneficenza in cui è auspicabile che gli amministratori di avere la protezione della responsabilità limitata. Inoltre, la carità ha una chiara identità giuridica, e quindi può stipulare contratti, come contratti di lavoro a proprio nome.

- Un piccolo numero di beneficenza sono integrati dal Royal Charter, un documento che crea una società con personalità giuridica (o, in alcuni casi, trasforma una carità strutturato come una società in un ente di beneficenza inseriti dalla Royal Charter). La Carta deve essere approvata dal Consiglio della Corona prima di ricevere l'assenso reale. Anche se la natura della carità variano a seconda delle clausole adottate, generalmente un Chartered Royal offrirà una carità la stessa responsabilità limitata in società e la possibilità di stipulare contratti.

Il Charities Act del 2006 ha introdotto una nuova forma giuridica di costituzione progettato specificamente per associazioni di beneficenza, l'organizzazione caritatevole Incorporated. Questo non è ancora disponibile per opere di beneficenza per l'uso.
La parola Fondazione non è generalmente usata in Inghilterra e Galles. Di tanto in tanto per un ente di beneficenza si usa la parola Foundation come parte del suo nome ad es British Heart Foundation, ma questo non ha alcuna rilevanza giuridica e non fornisce alcuna informazione o il lavoro della carità o come è giuridicamente strutturato. La struttura dell'organizzazione sarà uno dei tre tipi di struttura di cui sopra.

## Registrazione dellacharity

### Nel Regno Unito
Le organizzazioni caritative che hanno un reddito di più di £ 5.000, e per i quali la legge di Inghilterra e Galles si applica, devono registrarsi presso la Charity Commission per l'Inghilterra e il Galles. Tale organismo, qualificato come un dipartimento governativo non minesteriale, risponde al Parlamento inglese e in seconda istanza al potere esecutivo. Dal 2018 è presieduto dalla baronessa Tina Stowell, membro del partito conservatore britannico ed ex leader della Camera dei lord.
La Charities Commission mantiene aggiornato il Central Register of Charities, il registro nazionale unico delle organizzazioni caritatevoli aventi sede legale nel Regno Unito. Esso è pubblico e gratuitamente consultabile, ed evidenzia lo scopo statutario, le aree geografiche nelle quali l'organizzazione opera ed un prospetto di sintesi dei rendiconti finanziari dell'ultimo quinquennio.
Per le aziende, la legge di Inghilterra e Galles di norma si applica se la stessa azienda è registrata in Inghilterra e Galles. In altri casi, se il documento che la disciplina non lo mette in chiaro, la legge applicabile sarà il paese con il quale l'organizzazione è più collegata.
Quando il reddito di una organizzazione non superi i 5.000 £ non è in grado di registrarsi come un ente di beneficenza con la Charity Commission per l'Inghilterra e il Galles. Può, tuttavia, registrarsi come un ente di beneficenza con HM Revenue and Customs ai soli fini fiscali. 
Alcune associazioni di beneficenza sono esentate dall'obbligo di registrarsi presso la Charity Commission, venendo pertanto poste al di fuori del suo perimetro di vigilanza e regolamentazione. Questi enti di beneficenza includono la maggior parte delle università e dei musei nazionali ed alcune altre istituzioni educative.
Esistono altri enti di beneficenza che sono esentati dalla necessità di registrarsi, pur restando soggetti alla supervisione della Charity Commission. Tali norme sono state modificate dalla Charities Law del 2006. Numerosi enti che beneficiano dell'esenzione sono a carattere religioso.